# Cloperastina
La cloperastina è una molecola di sintesi, chimicamente 1-[2-(p-cloro-alfa-fenilbenzilossi)-etil] piperidina cloridrato, utilizzata come sedativo per la tosse. Il farmaco agisce sul sistema nervoso centrale inibendo il centro della tosse a livello bulbare. Possiede anche un certo effetto antistaminico e ha la capacità di ridurre gli spasmi anche a livello bronchiale.

## Farmacodinamica
Cloperastina è dotata di attività antitosse a livello centrale, così come di attività antiedema e rilassante la muscolatura bronchiale. Cloperastina, a differenza della codeina, è priva di attività narcotica ed agisce direttamente ed in modo selettivo sul centro bulbare della tosse, senza deprimere il centro del respiro.
Il farmaco è dotato anche di azione sedativa periferica: inibisce gli stimoli periferici che inducono il riflesso tussigeno, tramite un blocco dei mediatori del processo infiammatorio e grazie ad un effetto antibroncospastico.

## Farmacocinetica
Dopo somministrazione orale cloperastina viene rapidamente assorbita dal tratto gastrointestinale. La concentrazione plasmatica massima (Cmax) viene raggiunta tra i 60 ed i 90 minuti dall'assunzione. Il farmaco viene ampiamente distribuito nei vari tessuti biologici ed in particolare nel tessuto polmonare.
Cloperastina viene completamente metabolizzata in breve tempo ed i metaboliti sono eliminati in gran parte con le urine.

## Usi clinici
Il farmaco è un sedativo della tosse utilizzabile nel trattamento sintomatico della tosse secca e della tosse cronica non produttiva.
Negli studi clinici levocloperastina si è dimostrato un efficace agente antitussigeno in pazienti di ogni età. Utilizzato sotto forma di sciroppo e gocce per uso orale il farmaco ha mostrato un inizio d'azione più rapido rispetto ad altri agenti (inizio d'attività dopo 20-30 minuti dall'assunzione e mantenimento dell'azione per circa 3-4 ore) con un migliore profilo di tollerabilità.

## Effetti collaterali ed indesiderati
Gli studi sperimentali hanno evidenziato in alcuni pazienti disturbi di natura gastrointestinale: secchezza della bocca, nausea, dispepsia, vomito, costipazione o diarrea. In alcuni pazienti è stata segnalata la comparsa di rash cutaneo ed orticaria. Questi effetti avversi sono generalmente di lieve entità e transitori.

L'effetto avverso più disturbante può essere la comparsa di sonnolenza e di tale possibilità debbono essere avvertiti i soggetti che nel corso del trattamento debbono porsi alla guida di veicoli o eseguire operazioni ed attività che richiedono l'integrità del grado di vigilanza.
Cloperastina, ai normali dosaggi terapeutici, non determina segni o sintomi di tipo sedativo o eccitatorio.

## Controindicazioni
Il farmaco è controindicato nei soggetti con ipersensibilità nota al principio attivo oppure ad uno qualsiasi degli eccipienti della formulazione farmacologica.
Non deve essere assunto da bambini con età inferiore ai due anni.

## Dosi terapeutiche
Negli adulti è consigliata l'assunzione di 15 ml di sciroppo (pari a 27 mg di cloperastina) alla sera al momento di coricarsi. Una dose dimezzata, perciò 7,5 ml, deve essere ripetuta al mattino e nel pomeriggio. Nel caso di assunzione di gocce si consigliano 30 gocce la sera, sempre prima di coricarsi, 15 gocce il mattino, 15 gocce il pomeriggio.

## Sovradosaggio
In caso di sovradosaggio, volontario o accidentale, può essere opportuno ricorrere alla lavanda gastrica, purché la manovra sia praticata entro breve tempo dall'ingestione della sostanza. Nella possibilità di una sovreccitazione di origine centrale il paziente deve essere mantenuto tranquillo, eventualmente anche ricorrendo all'impiego di benzodiazepine.

## Gravidanza e allattamento
Gli studi sulla tossicità di cloperastina effettuati sugli animali durante la gravidanza, ed in particolare nel ratto e nel coniglio, non hanno evidenziato attività teratogenica e neppure feto-tossicità. Gli effetti riscontrati non erano infatti significativamente diversi da quelli osservati negli animali di controllo.
Nel primo trimestre di gravidanza è comunque buona norma non assumere il farmaco mentre nel periodo successivo deve essere assunto solo in caso di effettiva necessità e dopo una valutazione del rapporto rischio/beneficio da parte del medico.